# Diego Colotto
Diego Daniel Colotto (Río Cuarto, Córdoba, Argentina, 10 de marzo de 1981) es un exfutbolista argentino que jugaba de defensa central y su primer equipo fue Estudiantes LP. Su último equipo fue Quilmes, donde desempeñó el rol de manager de la institución desde junio de 2018 hasta diciembre de 2021, cuando renunció luego de que el equipo perdiera la final por el ascenso a Primera División contra  Barracas Central.

## Clubes
| Club                    | País      | Año         | Partidos | Goles |
| ----------------------- | --------- | ----------- | -------- | ----- |
| Estudiantes de La Plata | Argentina | 2001 - 2004 | 116      | 4     |
| Tecos                   | México    | 2005 - 2007 | 94       | 9     |
| Atlas                   | México    | 2007 - 2008 | 47       | 4     |
| Deportivo de La Coruña  | España    | 2008 - 2012 | 119      | 11    |
| Espanyol                | España    | 2012 - 2015 | 83       | 7     |
| Pune City               | India     | 2015        | 3        | 0     |
| Club Atlético Lanús     | Argentina | 2016        | 3        | 0     |
| Quilmes A.C.            | Argentina | 2016 - 2018 | 29       | 0     |

## Palmarés

### Campeonatos nacionales
| Título           | Club                   | País      | Año  |
| ---------------- | ---------------------- | --------- | ---- |
| Liga Adelante    | Deportivo de La Coruña | España    | 2012 |
| Primera División | Lanús                  | Argentina | 2016 |

### Copas internacionales
| Título              | Club (*)  | País      | Año  |
| ------------------- | --------- | --------- | ---- |
| Copa Mundial Sub-20 | Argentina | Argentina | 2001 |